# Beaumont Hotham (3e baron Hotham)
Beaumont Hotham, 3e baron Hotham (9 août 1794 - 12 décembre 1870), est un militaire britannique, pair et député conservateur de longue date.

## Biographie
Il est le fils du lieutenant-colonel Beaumont Hotham de South Dalton, de East Riding of Yorkshire et de Philadelphia Dyke. Son père meurt quand il a cinq ans. Il fait ses études à la Westminster School.
En 1810, il rejoint l'armée comme enseigne dans les Coldstream Guards et est promu capitaine de vaisseau en 1813, major en 1819, lieutenant-colonel en 1825, colonel en 1838, major général en 1851, lieutenant-général en 1858 et général à part entière en 1865. Il participe à la campagne de la Péninsule de 1812-1814, notamment à la bataille de Salamanque et à la bataille de Vitoria et participe à la Bataille de Waterloo en 1815.
En 1814, il succède à son grand-père, Beaumont Hotham (2e baron Hotham) en tant que troisième baron Hotham, mais comme il s'agit d'une Pairie d'Irlande, cela ne lui donne pas droit à un siège à la Chambre des lords. Il est élu à la Chambre des communes pour Leominster en 1820, siège qu'il occupe à quelques brèves exceptions, quelques mois en 1831, jusqu'en 1841, puis il représente la East Riding of Yorkshire entre 1841 et 1868. À sa retraite de la Chambre des communes, il est l’un des plus anciens membres du Parlement.
Il reconstruit à ses frais l'église paroissiale de South Dalton, située près du siège familial de Dalton Hall.
Lord Hotham décède en décembre 1870, à l'âge de 76 ans. Il est enterré dans son église de South Dalton. Il ne s'est jamais marié et son neveu Charles lui succède dans ses titres et domaines.